# Tomáš Satoranský
Tomáš Satoranský (Praga, Checoslovaquia, 30 de octubre de 1991) es un jugador de baloncesto checo que pertenece a la plantilla del FC Barcelona de la Liga ACB española. Con 2,01 metros de altura juega en la posición de base.

## Trayectoria

### Inicios en Europa
Se forma en las categorías inferiores del USK Praga, y con 17 años ficha por las categorías inferiores del CB Sevilla en el año 2009. Juega durante su primer año en Sevilla en el equipo vinculado, el CB Qalat, pero ya la misma temporada empieza a jugar con el primer equipo, jugando un total de 28 partidos. 
En 2014, después de explotar y afianzarse con un entrenador acostumbrado a trabajar con jóvenes talentos como Aito García Reneses, ficha por el FC Barcelona, equipo en el juega durante 2 años, y donde consigue una Supercopa de España. En sus siete temporadas jugando en la ACB, disputó 252 partidos, promediando 8,6 puntos y 3,2 asistencias por encuentro.

### NBA

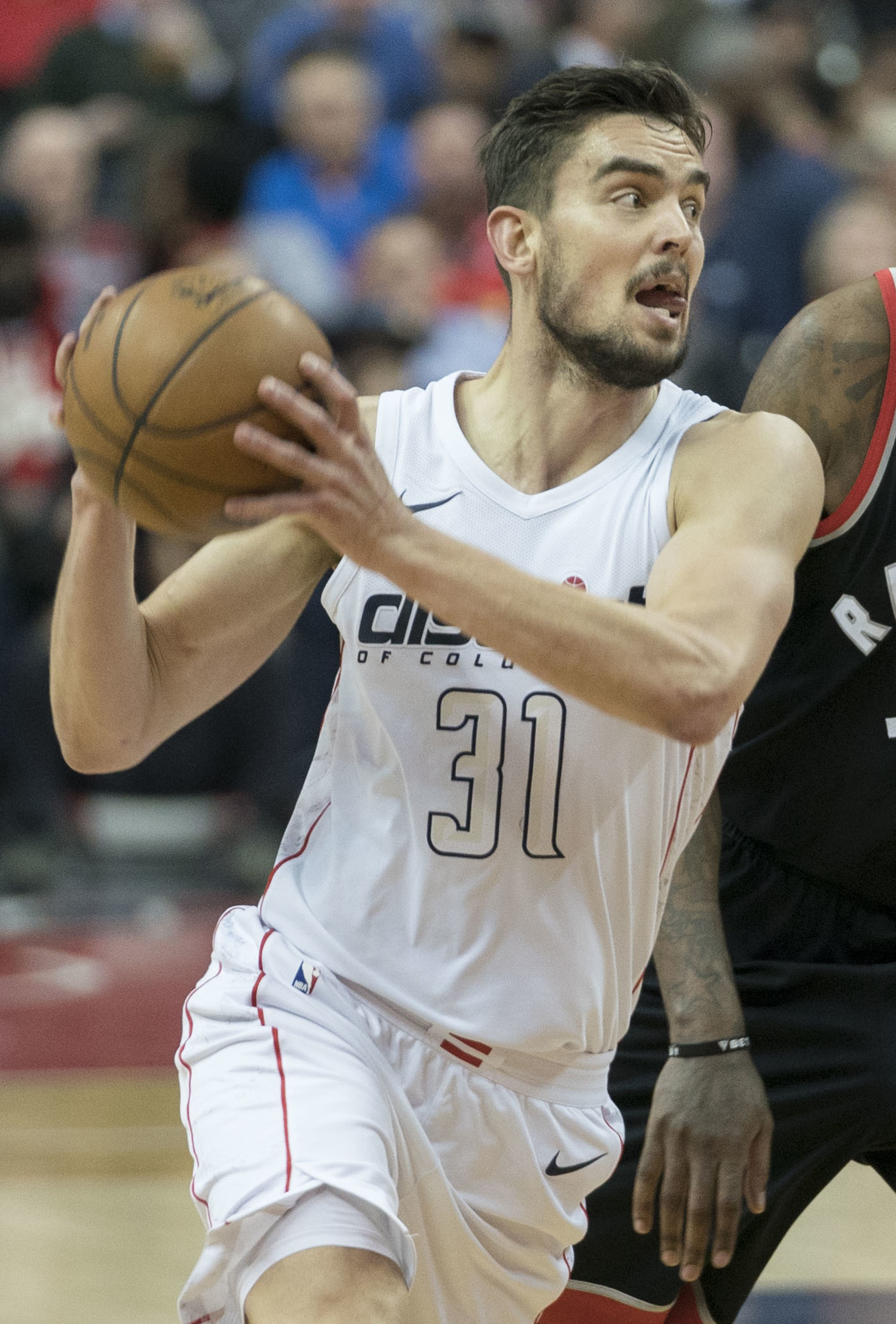
Satoranský con los Wizards en 2018.

En julio de 2016 firma por los Washington Wizards por tres temporadas.
El 1 de julio de 2019, firma con los Chicago Bulls por $30 millones y tres temporadas.
El 8 de agosto de 2021 fue traspasado a los New Orleans Pelicans.
El 8 de febrero de 2022, es traspasado junto a Josh Hart, Nickeil Alexander-Walker y Didi Louzada a Portland Trail Blazers a cambio de C. J. McCollum, Larry Nance Jr. y Tony Snell. Al día siguiente es traspasado a San Antonio Spurs, en un intercambio a tres bandas. Disputó un encuentro con los Spurs, antes de ser cortado el 26 de febrero y firmando ese mismo día con Washington Wizards.

### Regreso a Europa
El 26 de junio de 2022, firma un acuerdo de cuatro años con el FC Barcelona de la Liga ACB española, regresando así a Europa. Al término de esa temporada ganó la Liga ACB.

## Selección nacional
Internacional en categorías inferiores por la República Checa, ayudó a su escuadra a dar el salto de la División B a la A en 2006 como campeones en categoría cadete. En el Eurobasket U-16 en Rethimnon’07 promedió 15 puntos, 12,3 rebotes, 4,7 asistencias y 1,7 robos de balón.
En 2008 lideró a la selección júnior a conseguir la medalla de plata en el Europeo B de la categoría disputado en Hungría, siendo nombrado MVP merced a sus 16,1 puntos, 7,3 rebotes y 6,4 asistencias. También participó en el Adidas Nations Camp en Dallas.
Invitado por la selección absoluta para participar en la clasificación para el Eurobasket de Polonia 2009, explotó logrando 9 puntos, 3 rebotes y 2,2 asistencias de promedio en los 5 partidos disputados (26,8 minutos de juego). FIBA Europe le incluyó en la lista a nominados como mejor jugador joven de 2008.
Después con la absoluta jugaría los campeonatos europeos del 2013, 2015 y 2017 y el Mundial de China 2019.
En verano de 2021, fue parte de la selección absoluta checa que participó en los Juegos Olímpicos de Tokio 2020, que quedó en noveno lugar. Junto con la tenista Petra Kvitová fue el abanderado de la República Checa en la ceremonia de apertura de los juegos.
En septiembre de 2022 disputó con el combinado absoluto checo el EuroBasket 2022, finalizando en decimosexta posición.

## Estadísticas de su carrera en la NBA

### Temporada regular
| Año     | Equipo      | PJ  | PT  | MPP  | %TC  | %3P  | %TL  | RPP | APP | ROB | TPP | PPP |
| ------- | ----------- | --- | --- | ---- | ---- | ---- | ---- | --- | --- | --- | --- | --- |
| 2016-17 | Washington  | 57  | 3   | 12.6 | .418 | .243 | .697 | 1.5 | 1.6 | .5  | .1  | 2.7 |
| 2017-18 | Washington  | 73  | 30  | 22.5 | .523 | .465 | .781 | 3.2 | 3.9 | .7  | .2  | 7.2 |
| 2018-19 | Washington  | 80  | 54  | 27.1 | .485 | .395 | .819 | 3.5 | 5.0 | 1.0 | .2  | 8.9 |
| 2019-20 | Chicago     | 65  | 64  | 28.9 | .430 | .322 | .876 | 3.9 | 5.4 | 1.2 | .1  | 9.9 |
| 2020-21 | Chicago     | 58  | 18  | 22.5 | .514 | .356 | .848 | 2.4 | 4.7 | .7  | .2  | 7.7 |
| 2021-22 | New Orleans | 32  | 3   | 15.0 | .299 | .161 | .760 | 2.0 | 2.4 | .4  | .0  | 2.8 |
| 2021-22 | San Antonio | 1   | 0   | 9.0  | .000 | .000 | .750 | 1.0 | .0  | .0  | .0  | 3.0 |
| 2021-22 | Washington  | 22  | 10  | 18.9 | .476 | .273 | .840 | 2.8 | 4.9 | .7  | .2  | 4.9 |
| Total   | Total       | 388 | 182 | 22.2 | .468 | .354 | .820 | 2.9 | 4.1 | .8  | .2  | 6.9 |

### Playoffs
| Año   | Equipo     | PJ | PT | MPP  | %TC  | %3P  | %TL  | RPP | APP | ROB | TPP | PPP |
| ----- | ---------- | -- | -- | ---- | ---- | ---- | ---- | --- | --- | --- | --- | --- |
| 2017  | Washington | 10 | 0  | 3.6  | .500 | –    | .400 | .5  | .6  | .1  | .0  | .8  |
| 2018  | Washington | 6  | 0  | 10.0 | .154 | .000 | .750 | 1.5 | .5  | .0  | .0  | 1.2 |
| Total | Total      | 16 | 0  | 6.0  | .263 | .000 | .556 | .9  | .6  | .1  | .0  | .9  |